# Fulgurofusus electra
Fulgurofusus electra is een slakkensoort uit de familie van de Turbinellidae. De wetenschappelijke naam van de soort is voor het eerst geldig gepubliceerd in 1971 door F. M. Bayer.